# 德國死刑制度
德國現已廢除死刑，聯邦德國於1949年廢除，民主德國於1987年廢除。
雖然自十九世紀起，德國內部就已有思想將廢除死刑視為文明開化的象徵；但就歷史事實而言，德國之所以能實現廢除死刑，可能與右派拯救納粹戰犯之努力有一定的關係。

## 法律現況
德國於基本法第102條制定了廢除死刑的明文規定。因此，儘管德國基本法詳定日後遭逢緊急狀態，必要時可以立特別法來拘束人民之基本權利，並且可以設立軍事法院，但是上述事項並不能牴觸第102條之規定，即不可恢復死刑。
第102條的廢死並非基本人權的保障，而是特別保障生命權才所設立。在其他基本法中保障人民生命權的相關規定中，一如第2條第2項的規定的：「每個人民擁有生命及身體不受侵害之權利。人身自由不可侵犯，此些權利僅可以法律限制之。」依其規定，立法者可由法律之制定去限制人民基本權利，但在第102條則直敘「死刑應予廢止」，被認為是「限制中的限制」，限制立法者侵犯人民生命法益的立法權。但在德國法學界部分學者認為廢除死刑係屬第1條「人性尊嚴」，即基本法核心範疇，是屬第79條所明定的不得修改的界限；然而一些看法認為，基本法第102條的起源，其初衷並非是為了保障人權，而是另有目的，其過程可見下文說明。

## 歷史

### 君主時期
德國於19世紀的憲政思潮運動之中，已將把廢除死刑視為文明開化的符號象徵，1848、49年左右，德國部分邦國已廢除死刑，如不來梅、奧登堡、薩克森；然而君主時期的廢死思潮，並非現今德國廢死的直接起源。1870年，北德意志邦聯成立，國會首度討論刑法中死刑存廢的問題，在反對死刑的威廉·李卜克内西 (Wilhelm Liebknecht)的演講後，二讀81至118票同意取消，但在俾斯麥呼籲下，仍將死刑保留於刑法中，在三讀時，119至127同意保留。德意志帝國刑法在1871年完成，死刑作為謀殺與企圖危害皇帝及其統治之極刑。死刑有其陪審團及獨特的上訴程序，及皇帝的赦免權。死刑由來自數十位劊子手進行斬首，並允許觀刑，1877年後只有特定的監督人。
帝國執行死刑總數是未知的，1914年外流的文件說明一名劊子手執行123個死刑，被估計約有數千人。

### 魏瑪共和國
而在一次大戰後德國投降後威瑪制憲大會中，德國社會黨也提出將廢除死刑納入憲條文中，但並未獲得多數同意。況且當時的政治暗殺事件不時發生，也降低了明文將廢死入憲的可能性。以社會民主黨為主的左派在威瑪立憲廢除死刑的失敗。1921年一名記者的記載，處決人數穩定下降，限於處罰連續殺人犯。1933年以前的德國已廢除財產犯罪的相關死刑，死刑執行相比較下，遠低於英法美三國。

### 納粹德國
1933年3月頒布「死刑執行及實施法」目的保護國家和人民，並設立溯及既往至1933年2月該月，以利國會縱火案的「罪犯」，意即在該法未明定前縱火罪並無死刑，在1939年9月之後危害社會條例，增加多少罪名得處死刑，1941年擬定的刑法典死刑著力於危險慣犯及性犯罪，理由是充分保護國家社會或需要公平的懲罰。在納粹時期共有77個新設立的死刑，1944年之後死刑可以任何罪名執行，特點是引述希特勒的監獄再教化無用之說。1933年至1945年，共有16560被判死刑，其中約1萬2000人被處死。戰爭開始前，約有664人被判死刑，其於在戰爭期間。而在軍事法庭中，約有33000人，其中89%被處死，對比一戰時，共有150人被判死刑，其中48人被處死。

### 戰後

#### 东德
民主德国在1949年至1987年間共有227人被判處死刑，其中166人為謀殺或纳粹时期戰爭罪行，其他則是间谍或国事罪行。1970年代起死刑数量急剧减少，且基本限于间谍罪。民主德国于1981年6月26日最後一次執行死刑，因贪污和携带机密叛逃被判处死刑前国家安全部官员Werner Teske于当日被处决。这也是迄今为止德国的最后一次死刑执行。一般刑事犯罪的最后一次死刑执行则是1972年9月15日，被处决的是犯下三起性侵谋杀儿童罪行的Erwin Hagedorn。1987年7月18日，民主德国国务委员会宣布废除死刑，立即生效。
民主德国的死刑执行场所被称为“中央执行地点”，早期位于德累斯顿的慕尼黑广场地方法院，1956年后迁往莱比锡地方监狱。在1966年以前，死刑通过断头台执行；1966年在处决纳粹战犯霍斯特·费舍尔后，死刑执行方式改为枪决。
在民主德国，为死刑犯开具的死亡證明書大多将死因寫為“心臟衰竭”，如果不知晓内情，难以通过死亡证明书判断死囚身份。

#### 西德
1945年至1951年，大部分被處決的罪犯為紐倫堡系列審判中對納粹的戰爭罪及違反人道罪，在美軍管理的監獄在1951年撤離前，約有806名戰犯被判處死刑，約300名戰犯被處決。
現代德國的基本法直接沿用自聯邦德國的基本法，而現今德國廢除死刑的規定，也直接沿襲自聯邦德國基本法中廢除死刑的規定；而有說法認為，聯邦德國的廢死，最早來自右翼政黨的提案，原先目地並非是一般罪行的兇手，而是企圖阻礙盟軍對戰犯執行死刑。一開始，兩大政黨社會民主黨及基民黨最初拒絕主動提案。社民黨原無意在基本法上加入廢死條款，也無意牽動獲得近八成民眾支持、具有強烈民意基礎的政治問題；但德國黨大老Hans-Christoph Seebohm則看出此議題的前瞻性。對於社民黨，提供右派政治的支持的想法。超過半數的基民黨代表，若非利用此案使其有足夠票數將之入憲，當就在廢死問題上，投票將無法被通過。在兩大左右政黨的支持下，基本法加入第102條的永除死刑條款。但刑法有關死刑部分則遲至1953年修為無期徒刑。但實際上廢死並無影響戰犯的處決，也被認為無法對其法院有拘束力，所以相關處決則持續到1951年。
但在1950年代，德國輿論持續以壓倒性多數支持死刑，部分右派人士並未看見基本法影響戰犯處死，多數重啟死刑的提案已接近三分之二的修憲門檻。1950年3月27日，一名巴伐利亞右翼的議員提出首度重啟死刑的法案，該議員Etzel發言：「法律將接受法律制裁的犯罪行為人關入牢房，甚至處以終身監禁，並不適合重大犯罪。對於廣大人群施以暴行、多次強盜和以謀殺為樂、殺害自己的雙親和小孩者，為了形成一個必要的社會防衛權，有職權授予死刑，使暴力犯罪者能夠贖罪、經由死刑達到威嚇犯罪和社會安全之目的。」，而在1952年廢死修憲案中，部分基民黨員受於民意的壓力下被迫推動恢復死刑的決議案，時任總理艾德瑙也發言贊成。社會民主黨則強烈反對。而艾德瑙下的自民黨藉司法部長Thomas Dehler也同樣強烈反對。並用各種手段防止提案的出現。該提案被151票對146票再度否決。從此以後，國會再也無推動恢復死刑之行動。